# Ben G. Davis
Benjamin Guy Davis FRS FMedSci, född 8 augusti 1970 i Hatfield i Hertfordshire, är en brittisk professor i kemi vid  Oxfords universitet.

## Utbildning
Davis är utbildad på Oxfords universitet där han avlade kandidatexamen i kemi år 1993, följt av doktorandstudier på Keble College, under professor George Fleet som slutfördes 1996.

## Forskning och karriär
Efter disputation tillbringade Ben Davis två år som postdok hos J. Bryan Jones vid Torontos universitet i Kanada, där han forskade på proteinkemi och biokatalys.
1998 återvände Davis till England och Durhams universitet som universitetslektor, där han startade sin egen forskningsgrupp. Davis flyttade 2001 tillbaka till Oxford och Dyson Perrins-laboratoriet där han mottog ett fellowship vid Pembroke College. Han blev befordrad till professor 2005.
Davis forskningsgrupp fokuserar på användning av kemi för att ge insikt i molekylärbiologiska funktioner samt utveckling av kemisk biologi och syntetisk biologi på proteiner och kolhydrater. Av speciellt intresse för gruppen är utveckling av syntes och metodik: biomolekyl syntes, hämmande och prob molekyler, biomolekylära mekanismer, proteinteknik, biokatalys, enzymmekanismer, cellbiologi, glykobiologi, molekylär avbildning samt in vivo-biologi.
Ben Davis forskning är sponsrad av Engineering and Physical Sciences Research Council (EPSRC), Biotechnology and Biological Sciences Research Council (BBSRC), Medical Research Council, UCB-Celltech, Astra Zeneca, Europeiska Unionen, Glaxo Smith Kline, Cancer Research UK, Wellcome Trust och Royal Society.
Ben Davis grupp har publicerat över 200 artiklar och har ett h-index på 70.

## Priser och utmärkelser
Davis blev 2015 invald som en Fellow of the Royal Society (FRS) med motiveringen:
| ” | Professor Davis is noted for his chemical interrogation and manipulation of biological systems, particularly those that hinge on carbohydrates and proteins. He has developed selective and benign bond forming strategies that have been applied to biology, allowing the construction of synthetic biomolecules and bioconjugates; the creation of synthetic cells and viruses; and in vivo chemistry. These have enabled associated mechanistic details of protein and sugar biology to be elucidated and exploited for biotechnological applications. | „ |

- 1999 Meldola-priset och medaljen - Royal Society of Chemistry
- 2001 Carbohydrate Award sponsrat av Syngenta - Royal Society of Chemistry
- 2001 Strategic Research Award - AstraZeneca
- 2001 DTI Smart Award
- 2001 Mitzutani Foundation for Glycoscience Award
- 2002 Philip Leverhulme priset
- 2005 Mullard priset och medaljen - Royal Society
- 2005 Corday-Morgan medaljen - Royal Society of Chemstry
- 2006 Young Investigator priset - International Association for Protein Structure Analysis and Proteomics
- 2008 Wain medaljen för kemisk biologi
- 2008 Horace S. Isbell priset i kolhydrat kemi - American Chemical Society
- 2009 Elsevier Carbohydrate Research Award for Creativity in Carbohydrate Chemistry
- 2009 Norman Heatley priset - Royal Society of Chemstry
- 2009 Wolfson forskningsmeritpriset - Royal Society
- 2010 Föreläsningspris - Society of Synthetic Organic Chemistry, Japan, (SSOCJ)
- 2012 Bioorganiska kemi priset - Royal Society of Chemstry
- 2012 Young Investigator Award för bioorganisk och medicinsk kemi - Tetrahedron
- 2015 Vald till ledamot av Royal Society
- 2016 Roy L. Whistler internationella pris i kolhydratkemi - International Carbohydrate Society[19]
- 2017 Ronald Breslow priset i biomimetisk kemi - American Chemical Society[20]
- 2017 Paul Ehrlich-priset - Société de Chimie Thérapeutique (SCT)
- 2017 Vald till ledamot av Academia Europaea
- 2019 Vald till ledamot av Academy of Medical Sciences[21]
- 2020 Davymedaljen - Royal Society[22]